# Amor De Cosmos
Amor De Cosmos (ur. 20 sierpnia 1825, zm. 4 lipca 1897) – kanadyjski polityk  działający w końcu XIX wieku, związany z Kolumbią Brytyjską.

## Życiorys
De Cosmos urodził się jako William Alexander Smith w mieszczańskiej rodzinie w Windsor w Nowej Szkocji. Uczył się w szkole średniej, jednocześnie pracując jako sprzedawca. W 1852 porzucił ustabilizowane życie i wyjechał do Kalifornii, by przyłączyć się do gorączki złota w San Francisco. Nie dorobiwszy się bogactwa jako poszukiwacz złota zaczął pracować jako fotograf. Mieszkając w Kalifornii zmienił swoje nazwisko na Amor De Cosmos, które miało wyrażać jego uwielbienie dla piękna i ładu wszechświata.
W 1858, po wygaśnięciu gorączki złota Amor przeniósł się do brytyjskiej kolonii na Wyspie Vancouver. Osiada w największym jej mieście Victorii, gdzie założył gazetę „British Colonist”. W piśmie tym, reprezentującym poglądy liberalne, Amor poddawał bezlitosnej krytyce establishment polityczny kolonii. Używał też pisma by promować swoje koncepcje polityczne, ideę unii obu brytyjskich kolonii na zachodnim wybrzeżu - Wyspy Vancouver i Kolumbii Brytyjskiej oraz ich demokratyzacji poprzez upowszechnienie wybieralności deputowanych do legislatury oraz powołania rządu przedstawicielskiego. Program polityczny De Cosmosa i jego zwolenników został połowicznie urzeczywistniony. Przeprowadzono unię obu kolonii, lecz nie powołano w pełni wybieralnego rządu. Działalność publicystyczna zaprowadziła Cosmosa do legislatury. Najpierw w latach 1863–1866 zasiadał w Radzie Legislacyjnej Wyspy Vancouver, a w latach 1867–1868 i 1870–1871 w legislaturze połączonych kolonii. W 1868 po sukcesie Konfederacji Kanady i inkorporacji do niej Terytoriów Północno-Zachodnich rozpoczął kampanię mającą na cel dołączenie Kolumbii Brytyjskiej do Konfederacji. Cosmos, podobnie jak  światli politycy działający w kolonii, rozumiał, że jest to jedynym sposobem jej demokratyzacji i przełamania monopolu władzy konserwatywnych brytyjskich lojalistów. W 1868 wraz ze swym politycznym rywalem Johnem Robsonem założył Ligę Konfederacyjna, zalążek partii politycznej, grupę nacisku dążącą do przyłączenia Kolumbii Brytyjskiej do Kanady. Cosmos został jednym z organizatorów i głównym uczestnikiem konferencji w Yale, w czasie której przygotowano projekt umowy konfederacyjnej, włączając do niego - mimo opozycji członków ligi - tzw. Klauzulę 15, proponującą ograniczenie roli zgromadzenia legislacyjnego i zachowania nie przedstawicielskiego rządu mianowanego przez gubernatora. W wyniku aktywnej akcji lobbystycznej Ligi w Ottawie, rząd Kanady odrzucił w negocjacjach Klauzulę 15 i Kolumbia Brytyjska weszła do konfederacji w 1871 jako prowincja z rządem w pełni demokratycznym.
W pierwszych w pełni demokratycznych wyborach do Zgromadzenia Legislacyjnego Kolumbii Brytyjskiej Cosmos zdobył swój mandat i został pierwszym premierem prowincji. Zdobył też mandat do Izby Gmin parlamentu Kanady. Do 1882 dzielił swój czas pomiędzy urzędowaniem w Victorii i sesjami parlamentarnymi w Ottawie. W 1879 w związku z przeciągającym się terminem ukończenia budowy Kolei Transkanadyjskiej zagroził secesją prowincji z Konfederacji. W 1882 po raz pierwszy został pokonany w wyborach parlamentarnych, stracił urząd premiera i w końcu wycofał się z życia politycznego.
Amor De Cosmos był jednym z największych ekscentryków wśród polityków kanadyjskich. Cierpiał na lęk przed elektrycznością. Nigdy nie podłączył swego domu do sieci elektrycznej, nie używał żadnych elektrycznych urządzeń, nie korzystał nawet z elektrycznych tramwajów. U schyłku swej politycznej kariery popadł w alkoholizm. Pod wpływem alkoholu zwykł wygłaszać swoje płomienne, egzaltowane przemówienia, lecz także wszczynać awantury uliczne. U schyłku życia jego zdrowie psychiczne znacznie się pogorszyło; w 1895 na dwa lata przed śmiercią został uznany za niepoczytalnego umysłowo.